# John Stewart, Earl of Mar (1479/1480)
John Stewart, Earl of Mar and Garioch (* zwischen dem 16. Juli 1479 und dem 12. Juli 1480; † 11. März 1503), war ein schottischer Adeliger.

## Leben
Sein Vater war König Jakob III., seine Mutter war Margarethe von Dänemark, Tochter des dänischen Königs Christian I. Als dritter Sohn des Königspaares wurde ihm am 2. März 1486 der Titel Earl of Mar and Garioch verliehen, zusammen mit Kildrummy Castle und den dazugehörenden Ländereien aus dem Besitz der Krone.
Über sein Leben ist nur wenig bekannt. Ab 1490 wurde er von der Familie von Alexander Home, 2. Earl of Home aufgezogen; ab 1493 wird zudem der Prior von Torphichen als sein Lehrer und Erzieher aufgeführt. Aus verschiedenen königlichen Urkunden ist auch zu entnehmen, dass sein älterer Bruder, König Jakob IV. die Verwaltung des Besitzes für seinen minderjährigen Bruder übernahm.
John verstand sich mit seinem älteren Bruder gut, wie aus verschiedenen Berichten über die „gelegentlichen Partien königlicher Kartenspiele“ zu entnehmen ist. Die Nachricht über Johns plötzlichen Tod erreichte den König auf einer Reise im südlichen Galloway. John war nicht verheiratet und hinterließ auch keine illegitimen Erben.